# Distretto di Mueang Rayong
Il distretto di Mueang Rayong (in thailandese: เมืองระยอง) è un distretto (amphoe) della Thailandia, situato nella provincia di Rayong, della quale è il capoluogo.